# Наволок (Карелия)
На́волок (карел. Niemi) — деревня в Кондопожском районе Республики Карелия Российской Федерации. Входит в состав Петровского сельского поселения.

## География
Деревня находится на северном берегу озера Пялозеро.

## Население
| 2002 | 2009 | 2010 | 2013 |
| ---- | ---- | ---- | ---- |
| 6    | ↘3   | ↗5   | ↘4   |